# Miesha Tate
Miesha Theresa Tate (Tacoma, 18 augustus 1986) is een Amerikaans MMA-vechtster. Ze was van 5 maart 2016 tot 9 juli 2016 UFC-wereldkampioen bantamgewicht (tot 61 kilo) bij de vrouwen. Tate was van april 2009 tot en met januari 2010 ook kampioen bantamgewicht van de Freestyle Cage Fighting-bond en van juni 2011 tot en met maart 2012 kampioen bantamgewicht bij Strikeforce. 
Tate kondigde p 11 december 2016 haar pensioen aan, maar keerde na 1709 dagen afwezigheid terug bij de UFC. Op 17 juli 2021 won ze van Marion Reneau. Daarmee was ze de eerste MMA-vechtster die na zo'n lange afwezigheid haar eerste wedstrijd won.

## Carrière
Tate is gespecialiseerd in technieken voor grondgevechten, zoals worstelen en Braziliaans jiujitsu. Voor ze op 5 maart 2016 UFC-wereldkampioen bantamgewicht werd, vocht ze in december 2013 al eens om dezelfde titel. Ronda Rousey versloeg haar die dag in de derde ronde door middel van submissie als gevolg van een armklem. Het was Tates tweede gevecht met Rousey en ook haar tweede verliespartij tegen haar, nadat ze in maart 2012 haar Strikeforce-titel verloor aan Rousey.
Tate trad op 5 maart 2016 voor de tweede keer in haar carrière aan in een titelgewicht om de UFC-titel bantamgewicht. Ze trof daarin ditmaal de tot op dat moment ongeslagen boksspecialiste Holly Holm. Die ontsnapte in een van de eerste vier rondes aan een eerste poging tot verwurging van Tate, maar was in de andere drie dominant door afstand te bewaren en slagen uit de delen. Tate zag in de vijfde en laatste ronde opnieuw kans haar armen om Holms nek te slaan. Die probeerde haar vervolgens over zich heen en zo van zich af te werpen, maar kwam hiermee juist vaster klem te zitten in de verwurging (rear-naked choke). Holm verloor enkele seconden later het bewustzijn, waarmee Tate het gevecht en de titel won. Tate raakte het kampioenschap zelf in haar eerstvolgende gevecht kwijt aan een tegenstandster die dezelfde techniek juist op haar toepaste. Amanda Nunes had in de eerste drie minuten van hun gevecht stotend en trappend de overhand. Tate dook daarop naar haar benen, maar positioneerde zich daarmee in een positie die de Braziliaanse de kans gaf om haar een kleine halve minuut later in een beslissende verwurging te nemen.
Tate verloor op 12 november 2016 ook haar eerstvolgende partij na het verlies van haar UFC-titel. Raquel Pennington versloeg haar die dag op basis van een unanieme jurybeslissing. Voor Tate was dit aanleiding om nog in de kooi bekend te maken dat ze stopte met MMA.

## Terugkeer
Tate kondigde op 24 maart 2021 aan om terug te keren als MMA-vechtster. Haar eerste gevecht was op 17 juli 2021 tegen Marion Reneau. Ze versloeg haar tegenstandster op basis van een technische knock-out. Ze verloor vervolgens van Ketlen Vieira en Lauren Murphy (beide na een unanieme jurybeslissing).

## The Ultimate Fighter
Tate diende in 2013 als coach in het achttiende seizoen van het televisieprogramma The Ultimate Fighter. Daarin coachte ze een selectie van MMA-vechters met de ambitie een contract bij de UFC te verdienen tegen eenzelfde team onder leiding van Rousey. Dit was het eerste seizoen van het programma met (ook) vrouwelijke deelnemers.

## Privé
Tate beviel in juni 2018 van haar eerste kind, een dochter. Die kreeg ze met voormalig MMA-vechter Johnny Nunez. In 2020 kregen ze samen een zoon.